# مانا ساکورا
مانا ساکورا (انگلیسی: Mana Sakura؛ زاده ۲۳ مارس ۱۹۹۳) یک بازیگر پورنوگرافی اهل ژاپن است.وی که در ابتدا به عنوان مدل آغاز به کار می کرد ، در سال 2012 به AV منتقل شد و به عنوان مجری انحصاری Soft On Demand درآمد و از زمان اولین بازی خود بیش از 140 فیلم بزرگسال را بازی کرد. ساکورا یکی از محبوب ترین و شناخته شده ترین بت های AV معاصر به حساب می آید زیرا او با حضور منظم در تلویزیون ، فیلم ها و حتی بازی های ویدیویی نیز موفق شد به همچین محبوبیتی برسد . او همچنین با انتشار چندین رمان ، مقاله مجله و ستون های در دست اجرا ، نویسنده ای موفق شد.